# 両開村
両開村（りょうびらき / りょうかい むら）は、福岡県山門郡にあった村。現在の柳川市の一部。

## 地理
矢部川水系塩塚川河口右岸と、同水系沖端川河口左岸の干拓地に位置した。

## 歴史
- 1889年（明治22年）4月1日 - 町村制の施行により、山門郡東開村、西開村が合併して村制施行し、両開村が発足[1][2]。
- 1951年（昭和26年）4月1日 - 山門郡柳河町、城内村、沖端村、西宮永村、東宮永村と合併して柳川町を新設して廃止された[1][2]。